# Río Chirripó del Atlántico
Río Chirripó del Atlántico är ett vattendrag i Costa Rica. Det ligger i den östra delen av landet, 90 km öster om huvudstaden San José.